# Turku

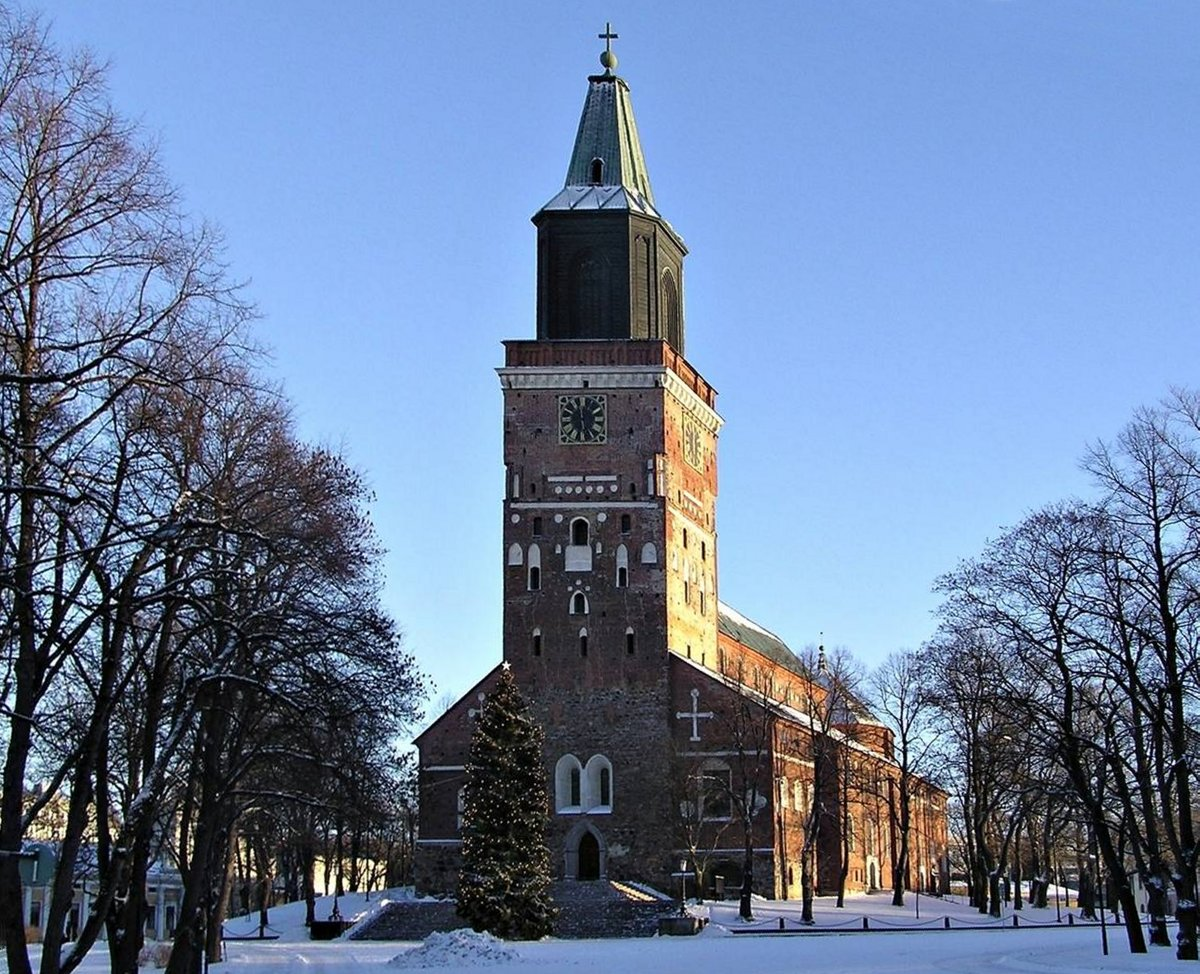
De kathedraal van Turku

Turku (Zweeds: Åbo) is een stad in het zuidwesten van Finland, gelegen aan de monding van de rivier de Aura in de Oostzee en is de hoofdstad van de regio Varsinais-Suomi. Met 197.900 inwoners (2022) is Turku op vier na de grootste gemeente van Finland, maar het stedelijk gebied geldt na Helsinki en Tampere als het op twee na belangrijkste van het land.
Turku is een tweetalige gemeente met Fins als meerderheidstaal (± 89%) en Zweeds als minderheidstaal.
Turku was de hoofdstad van de provincie West-Finland tot de provincies van Finland opgeheven werden in 2010. In de stad wordt met Kerstmis de Finse 'Kerstvrede' uitgeroepen. In de voorstad Naantali bevindt zich de zomerresidentie van de Finse president. Voor de kust van Turku ligt de toeristische Finse archipel. Vanuit Turku vertrekken regelmatig veerboten naar de eilanden, maar ook naar Stockholm in Zweden; deze laatste doet dan ook Åland aan. Turku bezit ook een internationaal vliegveld.

## Geschiedenis
Turku werd gesticht in 1229 en ontwikkelde zich in de 13e eeuw tot de eerste stad van Finland. De Zweden gebruikten de stad vervolgens eerst als bruggenhoofd en later als administratief centrum voor het ingelijfde Finse gebied. In de 13e eeuw werd Turku ook de eerste bisschopszetel van Finland. Turku is eeuwenlang de belangrijkste en grootste stad van het land geweest, een positie die pas midden 19e eeuw aan de nieuwe hoofdstad Helsinki werd afgestaan. De enige universiteit van het land was in Turku gevestigd van 1640 tot aan 1827, toen de grote brand van Turku bijna de volledige stad vernietigde en de universiteit met de nog resterende overheidsfuncties werd overgeplaatst naar Helsinki. De Vrede van Åbo, waarmee Zweden een deel van Zuidoost-Finland aan Rusland afstond, werd in 1743 in de stad ondertekend.
In januari 1940 werd Turku door de Sovjet-Unie meermaals gebombardeerd.
Turku vierde in 1979 haar 750-jarig bestaan, onder meer met een uitvoering van de vierde symfonie van Aulis Sallinen. In 2011 was Turku samen met Tallinn de culturele hoofdstad van Europa.

## Bezienswaardigheden
- De grote kathedraal van Turku werd in 1300 ingewijd.
- Het 13e-eeuwse kasteel van Turku, dat in 1614 door brand werd verwoest, in 1961 werd het hersteld en het is nu een historisch museum.
- Het Kunstmuseum van Turku is een van de oudste in heel Finland.
- Het Ambachtsmuseum van Luostarinmäki is een openluchtmuseum gevestigd in een oude wijk van Turku.
- Het Aboa Vetus & Ars Nova is een museum gevestigd op de fundamenten van de middeleeuwse stad.
- Het Forum Marinum is een maritiem museum, waar het museumschip Suomen Joutsen geankerd ligt.
- Het Sibeliusmuseum is een muziekmuseum vernoemd naar componist Jean Sibelius.
- Kylämäki is een openluchtmuseum voor de Finse landbouwcultuur.
- De Fins Orthodoxe kerk van de stad aan de Markt van Turku.
- De Verrijzeniskapel en de Kapel van het heilige kruis zijn twee kappelen op de begraafplaats van Turku.
- De Oecumenische Sint Hendriks Kunstkapel is een moderne kapel op het eiland Hirvensalo.
- De Betelkerk is een kerk uit 1906.
- De Kakolanmäki-gevangenis uit 1853.
- De Michielskerk uit 1905 van architect Lars Sonck.
- De botanische tuin op het eiland Ruissalo
- Het Wäinö Aaltonenmuseum is een kunstmuseum vernoemd naar beeldhouwer Wäinö Aaltonen.
- De Markthal van Turku
- Het Standbeeld van Paavo Nurmi ontworpen door Wäinö Aaltonen.
- Het Qwenselhuis, een houten huis uit 1700.

## Economie
Turku is nog altijd een van de grootste steden van Finland en kent een veelzijdige economie. De belangrijkste werkgever is de dienstensector, maar de stad is tevens een belangrijke zeehaven en centrum van landbouw en industrie in Zuidwest-Finland. De belangrijkste producten die in Turku vervaardigd worden zijn machines en voedingsmiddelen. Er wordt veel aandacht besteed aan de ontwikkeling van hightechindustrie, het Turku Science Park telt een groot aantal ondernemingen in de bio- en informatietechnologie. Daarnaast is toerisme een belangrijke inkomstenbron.

## Onderwijs
Turku heeft twee universiteiten: de Finstalige Universiteit van Turku, opgericht in 1920, en de enige Zweedstalige universiteit van het land, Åbo Akademi, opgericht in 1918. Daarnaast telt de stad enkele hogescholen (waaronder de grootste van Finland) en de Turku School of Economics and Business Administration.

## Sport
TPS Turku is de belangrijkste sportclub van Turku. Zowel in het voetbal als ijshockey is de club meervoudig landskampioen. IJshockeystadion HK-areena is groter dan het voetbalstadion Veritasstadion. FC Inter Turku is de tweede voetbalclub van Turku en werd in 2008 landskampioen. Het speelt haar wedstrijden eveneens in het Veritasstadion.
Turku was in 1991, 1997 en 2003 speelstad bij het WK ijshockey.

## Stedenbanden
- Aarhus (Denemarken), sinds 1946
- Bergen (Noorwegen), sinds 1946
- Bratislava (Slowakije), sinds 1976
- Constanța (Roemenië), sinds 1963
- Florence (Italië), sinds 1992
- Gdańsk (Polen), sinds 1958
- Göteborg (Zweden), sinds 1946
- Keulen (Duitsland), sinds 1967
- Rostock (Duitsland), sinds 1963
- Sint-Petersburg (Rusland), sinds 1953
- Szeged (Hongarije), sinds 1971
- Tartu (Estland) sinds 1996
- Tianjin (China), sinds 2000
- Varna (Bulgarije), sinds 1963

Opmerkelijk is dat de partnersteden van Turku bijna allemaal de tweede stad in hun eigen land zijn. Dit komt doordat Turku vroeger de Finse hoofdstad was, maar dan is ingehaald door Helsinki (dat in 1812 de titel van hoofdstad kreeg), Espoo, Vantaa en Tampere; vandaar dat de stad vooral partnerschap aangaat met andere steden die ook "een bankje achteruit zijn geschoven".
Daarnaast zijn er samenwerkingsakkoorden met:
- Kaliningrad (Rusland)
- Tallinn (Estland)

## Geboren in Turku
Aura · Kaarina · Kimitoön · Koski Tl · Kustavi · Laitila · Lieto · Loimaa · Marttila · Masku · Mynämäki · Naantali · Nousiainen · Oripää · Paimio · Pargas · Pyhäranta · Pöytyä · Raisio · Rusko · Salo · Sauvo · Somero · Taivassalo · Turku · Uusikaupunki · Vehmaa
Voormalige gemeenten:
Alastaro · Angelniemi · Askainen · Dragsfjärd · Halikko · Hitis · Houtskär · Iniö · Kakskerta · Kalanti · Karinainen · Karjala · Karuna · Kimito · Kiikala · Kisko · Korpo · Kuusisto · Kuusjoki · Lemu ·   Loimaan kunta · Lokalathi · Maaria · Mellilä · Merimasku · Metsämaa · Mietoinen · Muurla · Naantalin maalaiskunta · Nagu · Paattinen · Pargas · Pargas landskommun · Perniö · Pertteli · Piikkiö · Pyhämaa · Rymättylä · Särkisalo · Somerniemi · Suomusjärvi · Tarvasjoki · Uskela · Uudenkaupungin maalaiskunta · Vahto · Västanfjärd · Velkua · Yläne